# Cédric Boussoughou
Cédric Boussoughou (ur. 20 lipca 1991) – piłkarz gaboński grający na pozycji pomocnika. Zawodnik klubu Missile FC.

## Kariera klubowa
Boussoughou jest wychowankiem klubu AS Mangasport z miasta Moanda. W 2008 roku zadebiutował w jego barwach w pierwszej lidze gabońskiej. W 2011 roku zdobył z nim Coupe du Gabon Interclubs. W 2013 roku przeszedł do tunezyjskiego Olympique Béja, w którym spędził sezon 2013/2014. Następnie wrócił do Mangasportu, którego zawodnikiem był do roku 2017. Potem odszedł do Missile FC.

## Kariera reprezentacyjna
W reprezentacji Gabonu Boussoughou zadebiutował w 2011 roku. W 2012 roku został powołany do kadry na Puchar Narodów Afryki 2012.